# Đạo hàm yếu
Trong toán học, một đạo hàm yếu (tiếng Anh: weak derivative) là một sự tổng quát của đạo hàm mạnh (strong derivative) cho những hàm không đòi hỏi phải khả vi, mà chỉ đòi hỏi điều kiện khả tích, tức là nằm trong không gian Lebesgue {\displaystyle L^{1}([a,b])}.

## Định nghĩa
Giả sử {\displaystyle u} là một hàm số trong không gian Lebesgue {\displaystyle L^{1}([a,b])}. Ta nói {\displaystyle v} trong {\displaystyle L^{1}([a,b])} là một đạo hàm yếu của {\displaystyle u} nếu,
{\displaystyle \int _{a}^{b}u(t)\varphi '(t)dt=-\int _{a}^{b}v(t)\varphi (t)dt}
với tất cả các hàm số khả vi có đạo hàm liên tục {\displaystyle \varphi } với {\displaystyle \varphi (a)=\varphi (b)=0}.
Tổng quát hóa lên không gian {\displaystyle n} chiều, nếu {\displaystyle u} và {\displaystyle v} ở trong không gian {\displaystyle L_{loc}^{1}(U)} của các hàm khả tích địa phương trên một tập mở {\displaystyle U\subset \mathbb {R} ^{n}} nào đó, và nếu {\displaystyle \alpha } là một đa chỉ số, ta nói {\displaystyle v} là đạo hàm yếu bậc {\displaystyle \alpha ^{th}} của {\displaystyle u} nếu
{\displaystyle \int _{U}uD^{\alpha }\varphi =(-1)^{|\alpha |}\int _{U}v\varphi }
với tất cả các hàm {\displaystyle \varphi \in C_{c}^{\infty }(U)}, nghĩa là, với tất cả các hàm số khả vi vô hạn {\displaystyle \varphi } với giá compact trong {\displaystyle U}. Nếu {\displaystyle u} có một đạo hàm yếu, nó thường được viết là {\displaystyle D^{\alpha }u} bởi vì đạo hàm yếu là duy nhất (ít nhất, cho tới một tập hợp với độ đo bằng không, xem bên dưới).

## Ví dụ
Hàm giá trị tuyệt đối u: [−1, 1] → [0, 1], u(t) = |t|, cái mà không khả vi tại t = 0, có đạo hàm yếu v thường được gọi là hàm dấu cho bởi công thức
{\displaystyle v\colon [-1,1]\to [-1,1]\colon t\mapsto v(t)={\begin{cases}1,&{\mbox{if }}t>0;\\0,&{\mbox{if }}t=0;\\-1,&{\mbox{if }}t<0.\end{cases}}}
Đây không phải là đạo hàm yếu duy nhất của u: mọi w bằng v hầu khắp nơi cũng là một đạo hàm yếu của u. Thông thường đây không phải là vấn đề gì lớn vì trong lý thuyết của các không gian Lp và các không gian Sobolev, các hàm bằng nhau hầu khắp nơi được đồng nhất.

## Các tính chất
Nếu hai hàm cùng là đạo hàm yếu của cùng một hàm thì chúng bằng nhau trừ trên một tập hợp có độ đo Lebesgue bằng không. Nếu chúng ta xem xét lớp tương đương các hàm số, trong đó hai hàm số là tương đương nếu chúng bằng nhau hầu khắp nơi, thì khi đó đạo hàm yếu của một hàm là duy nhất.
Thêm nữa, u khả vi theo nghĩa thông thường thì đạo hàm yếu của nó chính là đạo hàm theo nghĩa thông thường. Như vậy đạo hàm yếu chính là một sự tổng quát hoá của đạo hàm mạnh. Hơn nữa, những nguyên tắc cổ điển của đạo hàm cho tổng và tích của các hàm vẫn đúng cho trường hợp đạo hàm yếu.

## Những mở rộng
Khái niệm này dẫn đến sự ra đời cho định nghĩa nghiệm yếu trong các không gian Sobolev, cái mà rất hữu ích cho những bài toán về phương trình vi phân và trong giải tích hàm.